# Drumul spre Vest
Drumul spre Vest (titlu original: The Way West) este un film american Western din 1967 regizat de Andrew V. McLaglen. Rolurile principale au fost interpretate de actorii Kirk Douglas, Robert Mitchum și Richard Widmark, în cele secundare: Lola Albright, Jack Elam, Sally Field și Stubby Kaye.

## Prezentare
Senatorul american William Tadlock (Kirk Douglas) își părăsește casa din Missouri în 1843, îndreptându-se spre vest spre Oregon cu un convoi de căruțe. Fiul și sclavul său îl însoțesc, cu Dick Summers (Robert Mitchum) ca ghid angajat. Li se alătură în expediție fermierul Lije Evans (Richard Widmark), soția sa Rebecca (Lola Albright) și fiul în vârstă de 16 ani, Brownie (Michael McGreevey). Printre alții se numără și noii căsătoriți Johnnie (Michael Witney) și Amanda Mack (Katherine Justice), plus familiile Fairman și McBee.
Tânăra soție timidă, Amanda, nu-i satisface nevoile, așa că Johnnie se îmbată și are o aventură cu tânăra Mercy McBee (Sally Field). De asemenea, trage în ceea ce crede că este un lup și ajunge să omoare fiul unei căpetenii Sioux. Tadlock știe că nicio altă formă de justiție nu-i va convinge pe indieni să nu-i urmărească și să distrugă convoiul din răzbunare, așa că îl spânzură pe Johnnie, pentru siguranța celor care călătoresc, dar și spre indignarea lor. Pe traseu, se dovedește că Mercy este acum însărcinată și Brownie o cere în căsătorie.
Fiul lui Tadlock este ucis într-o goană prin deșert spre o oază, făcându-l pe senator să fie atât de tulburat încât devine dur și despotic în ordinele sale. Paharul se umple atunci când Tadlock distruge ceasul antic al Rebeccai Evans, după ce Lije Evans refuză să-l abandoneze. Urmează o luptă când Tadlock este atacat de Evans, iar Tadlock ripostează încercând să-l împuște pe Evans, doar pentru ca Summers să-l oprească. Ceilalți încearcă să-l spânzure pe Tadlock, dar Evans îi convinge să renunțe și preia el conducerea convoiului spre Oregon.
Aproape de sfârșit, drumul îi duce lângă o râpă foarte abruptă, fiind însă singura scurtătură convenabilă către destinație. Rebecca Evans le arată celorlalți planul măreț al lui Tadlock (de a construi un oraș), iar Evans renunță la comandă în favoarea lui Tadlock. Coloniștii își coboară posesiunile, animalele și unii pe alții printr-o o pârghie pentru a ajunge pe drumul de căruțe spre Valea Willamette. Distrusă emoțional de pierderea lui Johnnie, Amanda Mack taie frânghia pe care coboară Tadlock, făcându-l pe senator să cadă și să moară. Amanda fuge în deșert, dar ceilalți, după ce au comemorat eforturile lui Tadlock, merg spre Oregon. Summers rămâne în urmă, plecând într-o direcție necunoscută.

## Distribuție
- Kirk Douglas - Sen. William J. Tadlock
- Robert Mitchum - Dick Summers
- Richard Widmark - Captain Lije Evans
- Lola Albright - Rebecca Evans
- Jack Elam - Preacher Weatherby
- Michael Witney - Johnnie Mack
- Sally Field - Mercy McBee
- Stubby Kaye - Sam Fairman
- Katherine Justice - Amanda Mack
- Michael McGreevey - Brownie Evans
- Connie Sawyer - Mrs. McBee
- Harry Carey, Jr. - Mr. McBee
- Paul Lukather - Mr. Turley
- Eve McVeagh - Mrs. Masters
- Roy Glenn - Saunders
- Patric Knowles - Colonel Grant (bazat pe Cpt. Walter Colquhoun Grant)
- Paul Wexler - Barber (nemenționat)
- Sam Elliott - Missouri Townsman (nemenționat)